# Кобос, Игнасио
Игнасио Кобос Видаль (исп. Ignacio Cobos Vidal, 12 июня 1966, Мадрид, Испания) — малайзийский хоккеист (хоккей на траве), полевой игрок. Серебряный призёр летних Олимпийских игр 1996 года, участник летних Олимпийских игр 1984 года.

## Биография
Игнасио Кобос родился 12 июня 1966 года в Мадриде.
Играл в хоккей на траве за СПВ-51 из Мадрида.
В 1984 году вошёл в состав сборной Испании по хоккею на траве на летних Олимпийских играх в Лос-Анджелесе, занявшей 11-е место. Играл в поле, провёл 7 матчей, забил 1 мяч в ворота сборной Малайзии.
В 1996 году вошёл в состав сборной Испании по хоккею на траве на летних Олимпийских играх в Атланте и завоевал серебряную медаль. Играл в поле, провёл 7 матчей, забил 1 мяч в ворота сборной США.